# São Tomé de Covelas
São Tomé de Covelas é uma povoação portuguesa do Município de Baião que foi sede da extinta Freguesia de São Tomé de Covelas, freguesia que tinha 6,16 km² de área e 576 habitantes (2011), e, por isso, uma densidade populacional de 94 hab/km². 
A Freguesia de São Tomé de Covelas foi extinta em 2013, no âmbito de uma reforma administrativa nacional, tendo sido agregada à Freguesia de Santa Cruz do Douro, para formar uma nova freguesia denominada União das Freguesias de Santa Cruz do Douro e São Tomé de Covelas com sede em Santa Cruz do Douro.
São Tomé de Covelas até Julho de 2001 era chamada apenas Covelas.

## População
| População da freguesia de São Tomé de Covelas | População da freguesia de São Tomé de Covelas | População da freguesia de São Tomé de Covelas | População da freguesia de São Tomé de Covelas | População da freguesia de São Tomé de Covelas | População da freguesia de São Tomé de Covelas | População da freguesia de São Tomé de Covelas | População da freguesia de São Tomé de Covelas | População da freguesia de São Tomé de Covelas | População da freguesia de São Tomé de Covelas | População da freguesia de São Tomé de Covelas | População da freguesia de São Tomé de Covelas | População da freguesia de São Tomé de Covelas | População da freguesia de São Tomé de Covelas | População da freguesia de São Tomé de Covelas |
| --------------------------------------------- | --------------------------------------------- | --------------------------------------------- | --------------------------------------------- | --------------------------------------------- | --------------------------------------------- | --------------------------------------------- | --------------------------------------------- | --------------------------------------------- | --------------------------------------------- | --------------------------------------------- | --------------------------------------------- | --------------------------------------------- | --------------------------------------------- | --------------------------------------------- |
| 1864                                          | 1878                                          | 1890                                          | 1900                                          | 1911                                          | 1920                                          | 1930                                          | 1940                                          | 1950                                          | 1960                                          | 1970                                          | 1981                                          | 1991                                          | 2001                                          | 2011                                          |
| 704                                           | 818                                           | 879                                           | 852                                           | 959                                           | 889                                           | 1 163                                         | 1 200                                         | 1 245                                         | 1 227                                         | 1 036                                         | 854                                           | 768                                           | 724                                           | 576                                           |

| Distribuição da População por Grupos Etários | Distribuição da População por Grupos Etários | Distribuição da População por Grupos Etários | Distribuição da População por Grupos Etários | Distribuição da População por Grupos Etários | Distribuição da População por Grupos Etários | Distribuição da População por Grupos Etários | Distribuição da População por Grupos Etários | Distribuição da População por Grupos Etários | Distribuição da População por Grupos Etários |
| -------------------------------------------- | -------------------------------------------- | -------------------------------------------- | -------------------------------------------- | -------------------------------------------- | -------------------------------------------- | -------------------------------------------- | -------------------------------------------- | -------------------------------------------- | -------------------------------------------- |
| Ano                                          | 0-14 Anos                                    | 15-24 Anos                                   | 25-64 Anos                                   | > 65 Anos                                    |                                              | 0-14 Anos                                    | 15-24 Anos                                   | 25-64 Anos                                   | > 65 Anos                                    |
| 2001                                         | 148                                          | 123                                          | 324                                          | 129                                          |                                              | 20,4%                                        | 17,0%                                        | 44,8%                                        | 17,8%                                        |
| 2011                                         | 82                                           | 93                                           | 312                                          | 89                                           |                                              | 14,2%                                        | 16,1%                                        | 54,2%                                        | 15,5%                                        |